# Kevin Poole
Kevin Poole (Bromsgrove, 21 luglio 1963) è un allenatore di calcio ed ex calciatore inglese, di ruolo portiere, preparatore dei portieri del Solihull Moors.

## Carriera

### Club
Al momento del suo ritiro, nel 2014, era il più anziano calciatore professionistico in attività con i suoi 51 anni, record che è stato poi superato nel 2018 da Kazuyoshi Miura.

## Palmarès

### Giocatore

#### Competizioni nazionali
- Community Shield: 1

Aston Villa: 1981
- Coppa di Lega inglese: 1

Leicester City: 1996-1997
- Football Conference: 1

Burton Albion: 2008-2009

#### Competizioni internazionali
- Coppa dei Campioni: 1

Aston Villa: 1981-1982
- Supercoppa UEFA: 1

Aston Villa: 1982